# غو إيتو
غو إيتو (باليابانية: 伊藤剛؛ بالكانا: イトウ ゴウ) هو لاعب كرة قدم ياباني في مركز حراسة المرمى، ولد في 23 مارس 1994 في سايتاما في اليابان. لعب مع شونان بلمار.

## وصلات خارجية
- غو إيتو على موقع رابطة كرة القدم اليابانية للمحترفين (اليابانية)
- غو إيتو على موقع قاعدة بيانات كرة القدم.إي يو (الإنجليزية)
- غو إيتو على موقع Soccerway.com (الإنجليزية)
- غو إيتو على موقع عالم كرة القدم.نت (الإنجليزية)